# Linopyrga portseaensis
Linopyrga portseaensis is een slakkensoort uit de familie van de Pyramidellidae. De wetenschappelijke naam van de soort is voor het eerst geldig gepubliceerd in 1911 door Gatliff & Gabriel.